# Albert Dumont
Pour les articles homonymes, voir Albert Dumont (archéologue) et Dumont.
Albert Dumont, né à Neufchâteau le 5 juin 1853 et décédé à Saint-Gilles (Bruxelles), le 26 octobre 1920, est un architecte belge pratiquant l’éclectisme et attiré par les formes du Moyen Âge ainsi que par les styles français historicisants.
Outre des maisons à Bruxelles, c’est sur le littoral belge et même français qu’il a déployé son talent créatif en y construisant d’innombrables villas.
Il est le concepteur à partir de 1892 et durant une période de vingt ans de la station balnéaire de La Panne qu’il parsema de nombreuses villas surgissant des dunes et dont il aménagea le territoire.
À côté de La Panne, son autre œuvre majeure est l’Hôtel de ville de Saint-Gilles de style néo-Renaissance française.

## Ses constructions

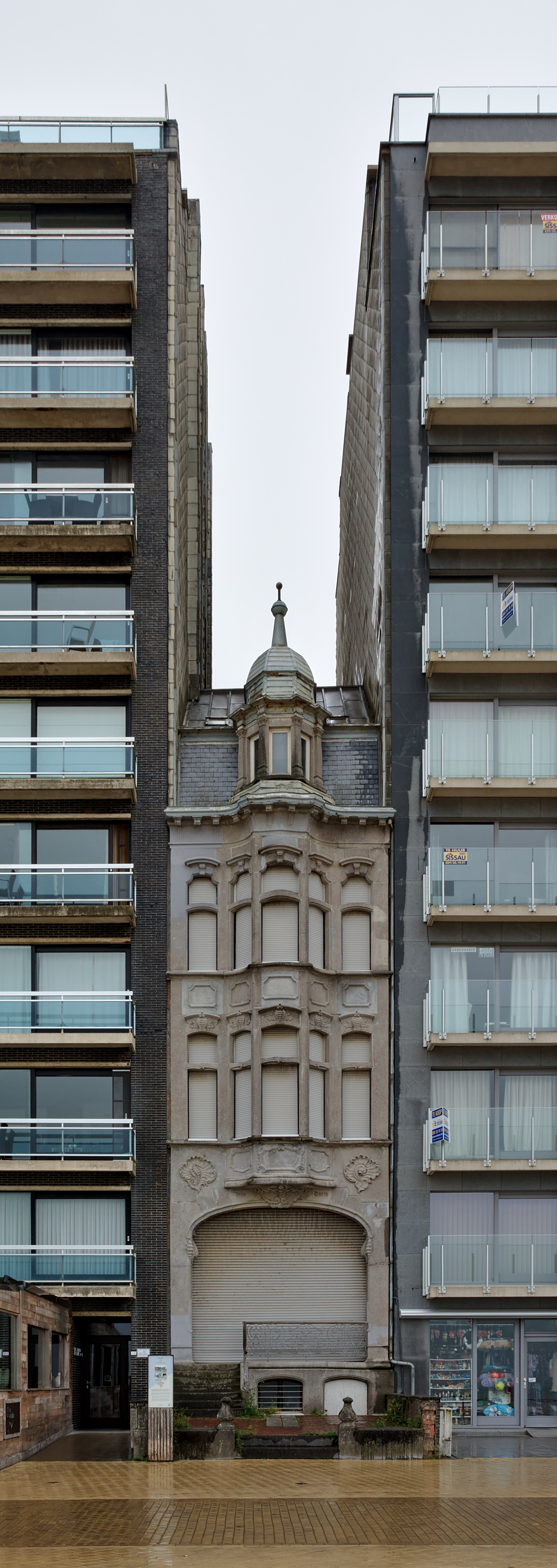
Middelkerke. Villa Doris, avec ornements en sgraffites de Gabriel Van Dievoet dans la véranda, 1899.

- 1880 : maison personnelle, rue d’Écosse à Saint-Gilles.
- 1892 à 1913 : la création et l'urbanisme de la station balnéaire de La Panne où il construisit de nombreuses villas.
- 1896 : square Marie-Louise, maison de Monsieur Hinthel.
- 1899 : Middelkerke, villa Doris, Digue de mer, 177 (Zeedijk, 177) pour Monsieur Leclercq, ornements en sgraffites (Amours) de Gabriel Van Dievoet dans la véranda, complétés en 1900 par une tenture avec iris pour le salon, par le  même artiste.
- 1900 : Maison de maître, Ixelles Rue Paul Lauters - 2017-2018 Rénovation d'un appartement intérieur réalisée par l'architecte belgo-roumain Alexandru Patrichi
- 1896 à 1904 : Hôtel de ville de Saint-Gilles (avec son beau-frère Auguste Hebbelynck)[1].
- 1900 : maison de Monsieur Beckers, avenue de Tervueren, avec ornement en sgraffito Renaissance italienne par Gabriel Van Dievoet.
- 1905 à 1907 : Université du travail à Charleroi avec son fils Alexis Dumont.